# Допрос с пристрастием (фильм)
«Допрос с пристрастием» (фр. La question) — кинофильм режиссёра Лорана Хайнемана, вышедший на экраны в 1977 году. Фильм основан на одноимённой документальной книге Анри Аллега, рассказывающей о применении пыток французскими военными во время Алжирской войны. Лента получила специальный приз жюри на кинофестивале в Сан-Себастьяне.

## Сюжет
1957 год, в разгаре война за независимость Алжира. Коммунист Анри Шарлег, бывший редактор газеты «Демократический Алжир», вынужден скрываться в подполье, однако однажды его всё-таки арестовывают французские десантники. Вместе со своим другом Морисом Удино, преподавателем университета, Анри оказывается в мрачном застенке, где его подвергают пыткам электротоком и избиениям.

## В ролях
- Жак Дени — Анри Шарлег
- Николь Гарсиа — Аньес Шарлег
- Жан-Пьер Сентье — лейтенант Шарбонно
- Франсуаза Тюрье — Жозетта Удино
- Кристиан Рист — Морис Удино